# ファンタジースポーツ
ファンタジースポーツ（英：Fantasy Sports）は、実在するスポーツ選手を使った空想のチームを作り、現実の試合における選手の成績をポイント化して総合ポイント等を競うシミュレーションゲーム。

## 概要
19世紀にアメリカで発祥し、スポーツバー等での一部のファンの間での趣味として広がっていった。
1990年代後半のインターネットの大衆化と共に、大手のウェブメディアが競って導入するようになり、ファンタジー・スポーツ事業協会によると今日では米国でのユーザは約3200万人、年間平均で467ドル（約5万6000円）をゲーム関連サービスに費やし、総額150億ドル（約1兆8000億円）の一大市場を形成している。

## 日本における展開
日本では、ファンタジースポーツジャパン社が1995年1月に設立され、日本で最も古く、最大規模のファンタジースポーツ運営会社である。全米No.1のファンタジースポーツ運営会社であるCDM,Inc.社が持つノウハウ、最新のテクノロジーを用い常に最高のゲームを提供する事をモットーとする。現在、野球、フットボール、バスケットボールを題材にしたファンタジー・スポーツを年間10種類以上運営している。その他にも、雑誌、新聞、ウェブ上でファンタジースポーツ、スポーツ全般に関する情報の提供を行っている。
また大手メディアとしては、スポーツナビが2001年度にインターネット上でファンタジーベースボールのサービスを始めたが、2003年シーズンを最後にサービスは終了となっている。その後Yahoo! JAPANが「ファンタジーサッカー」を2003年シーズンより提供しているが、2009年シーズンに一旦休止。その後2011年シーズンにサービス名称を「ファンサカ」としてサービスをリニューアルしたものの、2015年12月16日から再びサービスの休止を発表し、そのままサービスが終了した。またYahoo! JAPANは2013年シーズンよりプロ野球版のファンタジースポーツである「ファンタベ」のサービスを開始したものの、2015年2月6日にサービスを終了することが発表された。
モバイルサービスとしては、スポーツジェイが2004年のプロ野球後半戦から、『完全制覇プロ野球』というモバイル専用のファンタジーベースボールサービスを始めたが、こちらも2007年のプロ野球シーズン終了と共にサービス終了となっている。
その後株式会社マイネットが2021年にファンタジースポーツサービス「プロ野球#LIVE2021」、2022年に「B.LEAGUE#LIVE2021」をリリース。続いて株式会社なんでもドラフトがスポーツチームや競技団体と連携したスポーツ予想サービス「なんドラ」を提供開始した。
2025年8月、日本プロサッカーリーグ（Ｊリーグ）がマイネットとＪリーグサポーティングカンパニー契約を締結。「Ｊリーグ公式トレーディングカード × ファンタジースポーツゲーム」を開発すると発表した。

## 参考書籍
- 「The Winner's Guide to Fantasy Baseball」 Chris Lee著 ISBN 978-1420819694

また、アメリカではファンタジーベースボール用の選手年鑑も出版されている。